# Rodzina Hartów z Dzikiego Zachodu
Rodzina Hartów z Dzikiego Zachodu (ang. Harts of the West, 1993–1994) – amerykański serial komediowo-obyczajowy stworzony przez Roberta Moloneya. Wyprodukowany przez The Kushner-Locke Company.
Światowa premiera serialu miała miejsce 25 września 1993 roku na kanale CBS. Ostatni odcinek został wyemitowany 18 czerwca 1994 roku. W Polsce serial nadawany był dawniej na kanale TVP3.

## Obsada
- Beau Bridges jako Dave Hart
- Harley Jane Kozak jako Alison Hart
- Lloyd Bridges jako Jake Tyrell
- Nathan Watt jako John Wayne Hart
- Meghann Haldeman jako L'Amour Hart
- Sean Murray jako Zane Grey Hart
- Sterling Macer Jr. jako Marcus St. Cloud
- Talisa Soto jako Cassie
- Dennis Fimple jako Garral
- O-Lan Jones jako Rose
- Saginaw Grant jako Auggie
- Stephen Root jako R.O

## Spis odcinków
| N/o            | Tytuł angielski                     |
| -------------- | ----------------------------------- |
|                |                                     |
| SERIA PIERWSZA |                                     |
|                |                                     |
| 01             | Pilot                               |
|                |                                     |
| 02             | The Right Stuff                     |
|                |                                     |
| 03             | Guess Who's Coming to Chow?         |
|                |                                     |
| 04             | Dead Man's Leap                     |
|                |                                     |
| 05             | Goodnight, Irene                    |
|                |                                     |
| 06             | Cowboyz in the Hood                 |
|                |                                     |
| 07             | Auggie's End                        |
|                |                                     |
| 08             | Jake's Brother                      |
|                |                                     |
| 09             | Ghost Run                           |
|                |                                     |
| 10             | You Got to Have Hart                |
|                |                                     |
| 11             | Home Alone ... with Friends         |
|                |                                     |
| 12             | Hart's Vacation                     |
|                |                                     |
| 13             | Back in the Panties Again           |
|                |                                     |
| 14             | Drive, He Said                      |
|                |                                     |
| 15             | Jake and Duke's Excellent Adventure |
|                |                                     |